# Lázaro de Tormes
Lázaro de Tormes es una película española del año 2000 dirigida por Fernando Fernán Gómez y posteriormente por José Luis García Sánchez, que retomó la dirección tras la enfermedad del primero.

## Argumento
El Lazarillo de Tormes (Rafael Álvarez) debe demostrar ante la justicia que sus ansias de robar no son por hacer el mal sino que se deben a la necesidad de comer.

## Comentarios
La película se rodó en el Monasterio de Lupiana (Guadalajara), Talamanca de Jarama (Madrid) y Toledo. Durante el rodaje Fernando Fernán Gómez enfermó y tuvo que sustituirle en la dirección José Luis García Sánchez, mientras que un ya muy cansado Francisco Rabal tuvo que realizar el papel del ciego, que en un principio iba a interpretar el director.

## Premios
- 2 Goyas al mejor guion adaptado y al mejor vestuario. (Goya 2000)

## Reparto
| Intérprete                | Personaje        |
| ------------------------- | ---------------- |
| Rafael Álvarez 'El Brujo' | Lázaro           |
| Karra Elejalde            | Arcipreste       |
| Beatriz Rico              | Teresa           |
| Manuel Alexandre          | Escribano        |
| Francisco Algora          | Ventero          |
| Álvaro de Luna            | Calderero        |
| Juan Luis Galiardo        | Alcalde          |
| Agustín González          | Machuca          |
| Emilio Laguna             | Fray Gabriel     |
| José Lifante              | Clérigo          |
| Manuel Lozano             | Lazarillo        |
| Francisco Rabal           | El Ciego         |
| Tina Sáinz                | Mujer Mercadillo |
| José Alias                | Relator          |
| Eva Serrano               | Constanza        |
| Patricia Mendy            | Alcaldesa        |
| Susana Galmés             | Meretriz         |
| Alberto Domínguez-Sol     | Mendizábal       |
| Carmen Segarra            | Ensalmadora      |
| Santiago Nogués           | Invitado 1       |
| José Antonio Barón        | Invitado 3       |
| José Antonio Izaguirre    | Invitado 4       |
| Cristina Espinosa         | Madre 1          |
| Carmen Fernández Huerta   | Otra Beata       |
| Natxo Molinero            | Vecino           |
| Esteban Massana           | Correo del Rey   |